# MB의 추억
MB의 추억(Remembrance of MB, 2012)은 대한민국의 다큐멘터리 영화이다.

## 소개
2007년 MB의 관점에서 바라본 2007년의 유권자! 그리고, 2012년 우리가 2007년의 MB를 되돌아 보는 정산코미디! 정치인이 선거에 출마할 때면 허리와 고개가 생고무가 되지만 일단 당선만 되면 그 유연하던 허리와 고개가 시멘트로 변한다. 한마디로 눈에 뵈는 게 없어진다. 2012년 유권자 관점에서 2007년 MB의 대선 활동을 되돌아 보면, 참 황당하게 낚였다고 생각할 지 모르겠지만, 그 땐 그게 제대로 먹혔다. 2007년 MB의 관점에서 2007년의 유권자는 어떤 집단이었을까? 시간을 뒤섞어 보자. 2012년 우리가 2007년의 MB를 만나러 간다. 당시 경제를 살릴 준비된 지도자 MB는 국민들의 열렬한 지지를 받았다. 유권자의 입맛에 맞는 말들을 MB는 막 던졌고 탐욕적인 유권자는 열광했다. 2007년 유세 중 MB가 당시 여당을 향해 내뱉은 공격적인 말들은 대부분 지금 MB자신과 현재 여당에 해당하는 말이다. 돌이켜 보면 레알 코미디 같은 상황이지만 MB는 2012년에도 여전히 나름 대통령직을 열심히 수행하고 있고, 5년이 지난 지금 당시의 말들에 대해 아무도 정산하지 않는다.

## 출연

### 주연
- 안석환

## 기타
- 프로듀서: 이근우
- 프로듀서: 강수현
- 프로듀서: 허민
- 프로듀서: 김명훈
- 제작회계: 박문진
- 음향효과: 김영호
- 믹싱: 김영록
- 사운드디자인: 성지영
- 사운드슈퍼바이저: 홍예영
- 작사: 강제욱
- 작곡: 강제욱
- CG: 국현
- 마케팅: 박현지
- 마케팅: 이현희
- 리서치: 황지선
- 편곡: 강제욱
- 폴리: 이민섭
- 폴리: 안기성
- D.I: 김일광
- 예고편: 강수현